# Henriette Müller (Komponistin)
Henriette Müller (* 1961 in Ulm) ist eine deutsche Saxophonistin und Komponistin.

## Leben und Wirken
Müller ist ursprünglich ausgebildete Ärztin, die auch in Zimbabwe und Großbritannien arbeitete. Anfang der 1990er Jahre ging sie nach New York City, um ihre Studien als Komponistin (bei Richard DeRosa und Ludmila Ulehla) und als Jazz-Saxophonistin (u. a. bei Bob Mintzer und Dick Oatts) abzuschließen; 1994 machte sie ihren Master-Abschluss an der Manhattan School of Music. Mit ihrer eigenen Band spielte sie dort im Five Spot oder der Knitting Factory. 1996 konzertierte sie mit Tony Scherr und Jim Black in der „World Beat Series“ des Solomon R. Guggenheim Museum. In Europa ging sie mit unter anderem John Tchicai, Ed Ware und Bill Elgart auf Tournee.
Sie komponiert zeitgenössische, vom Jazz beeinflusste Kammermusik, Vokalmusik und Werke für größere Ensembles, die sie oft selbst zur Aufführung bringt, mit dem Hanns-Eisler-Chor in Berlin, dem Berlin Jazz Composers Orchestra und mit Simon Pauli und Johannes Bockholt, die ihre musikalischen Partner sind.

## Werke

### CDs
- Lonely Woman (1994, ed. 2024), mit Ed Ware[2]
- Memories of a Swan Song (1996)[3] mit Peter Herbert, Jeff Brillinger, David Berkman, Steve Davis
- Silberne Lachtränen (2000)
- Snake Dance (2003)

### Kompositionen (Auswahl)
- Meer-Frieden
- Two Episodes for Mixed Wind Quartet
- Allegria ma non senza tristezza
- Rondo for Saxophone
- Sweet Seconds (auf der CD How Rook des Berlin Jazz Composers Orchestra, 1999)
- Im Antlitz des Todes
- The Language of Past Seasons
- Back Home Where it’s Quiet